# 金属工芸
金属工芸（きんぞくこうげい）は、金属を材料に細工をほどこす工芸の一分野である。

## 概要
これらは、金属を素材とするが、その多くでは可塑性をもつ金属をさまざまな方法で加工することで望みの形状を製作する上で、工芸の範疇では手作業で作業することにもちなみ、手持ちの工具ないし動力工具（ドリルなど）で加工できる「柔らかさ」を備えるものに限定される。多くの金属では熱を加えることで人力での加工に向くほか、弱い力でも繰り返し叩くなど瞬間的な圧力を加えることでも形状を加工することが可能である。
金属工芸は人間が金属を発見し利用するようになって以降に発達したが、後に冶金学の発達にも伴い、さまざまな性質の金属を単体ないし合金の形で扱うようになり、こと融点の低い金属ではダイカストのような鋳造が盛んであるが、後述するように炉の発達など高い温度が利用できるようになると、より融点の高い金属をも鋳造することが可能となっている。また冶金学は金属の扱いにおいて硬化処理（鉄における浸炭など）やアマルガムを含む合金による性質の変化を上手に利用することも行われた。
今ではさまざまな金属が利用される関係で、工芸の分野でもさまざまな技法が発達しているが、経験によって発達した伝統的技法の中には失われたものもあり、過去の名工による工芸品自体は残るが、その製造方法は不明なものも散見される。

## 材料
伝統的な金属工芸において、金（黄金、こがね、くがね）、銀（白金、しろがね）、銅（赤金、あかがね）、鉄（黒金、くろがね）、錫（青金、あおがね）を「五金」（ごきん）と呼ぶ。

### 金
金は、その稀少性や独特の光沢の他、軟らかく、展性・延性に優れる事、腐食に強く、長年に渡り光沢を保つ事等により、古来より優れた宝飾用素材として、さまざまな工芸品に用いられてきた。特に、厚さ0.1µmに達する金箔による装飾技法は世界各国に見られる。
- 金箔
- 蒔絵
- 沈金
- 金仏壇

### 鉄
鉄は、その豊富さ、強度、そして炭素量や熱処理により引き出される多彩な性質により、古来から現在に至まで幅広く使用されている、最も実用的な金属である。
- 鍛冶屋
- 刀工
- 南部鉄器

### その他合金
- 金合金：「赤金」、「青金」、「紫金」など
- 銀合金：「四分一（しぶいち）」、朧銀（ろうぎん）とも呼ばれる。
- 銅合金：「赤銅 (しゃくどう)」、「青銅」、「白銅」、「黄銅」、「佐波理（砂張、さはり）」など
- 錫合金：「ピューター」など

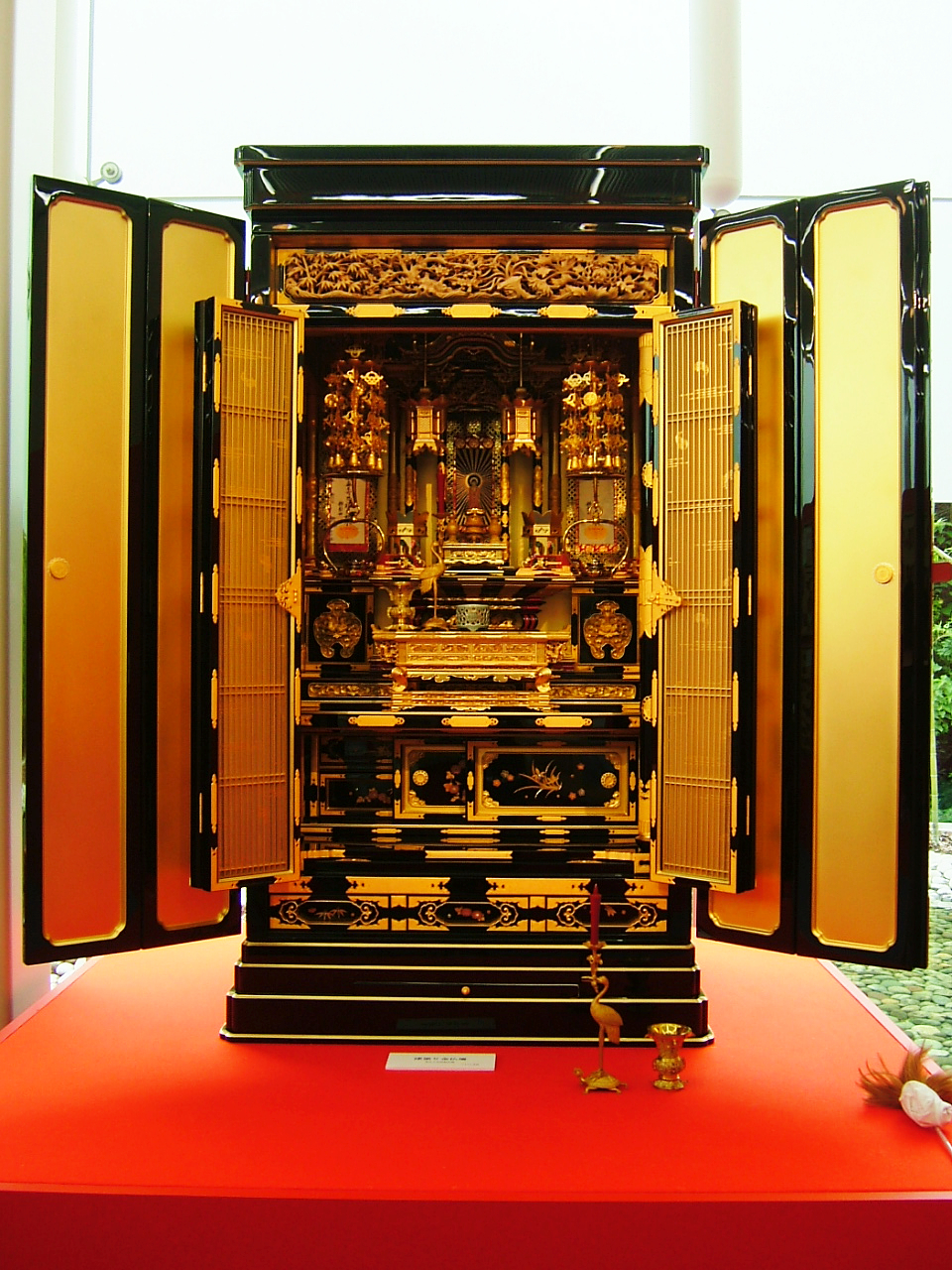
金仏壇の一例 （真宗大谷派）
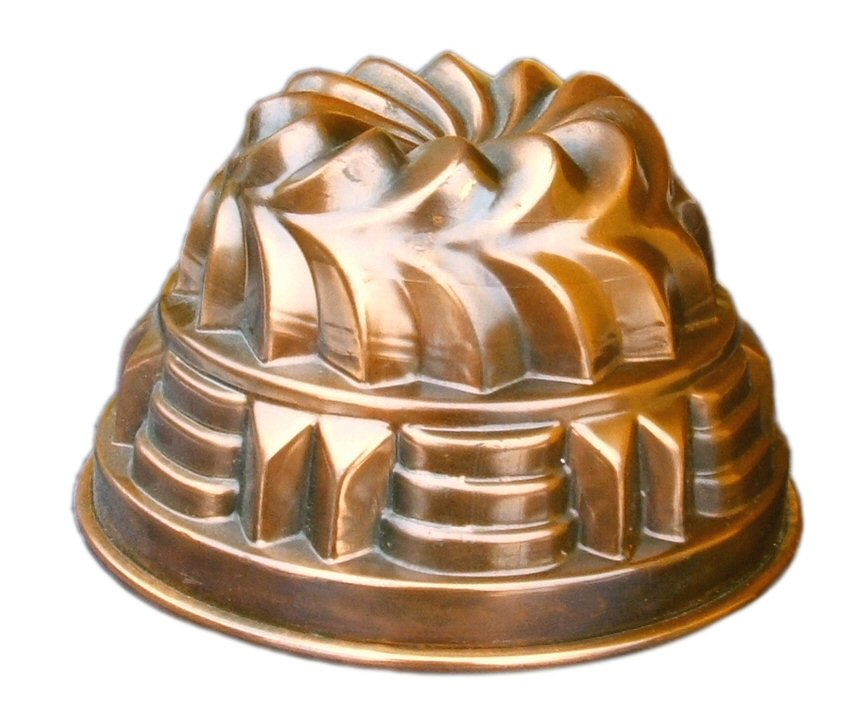
銅印
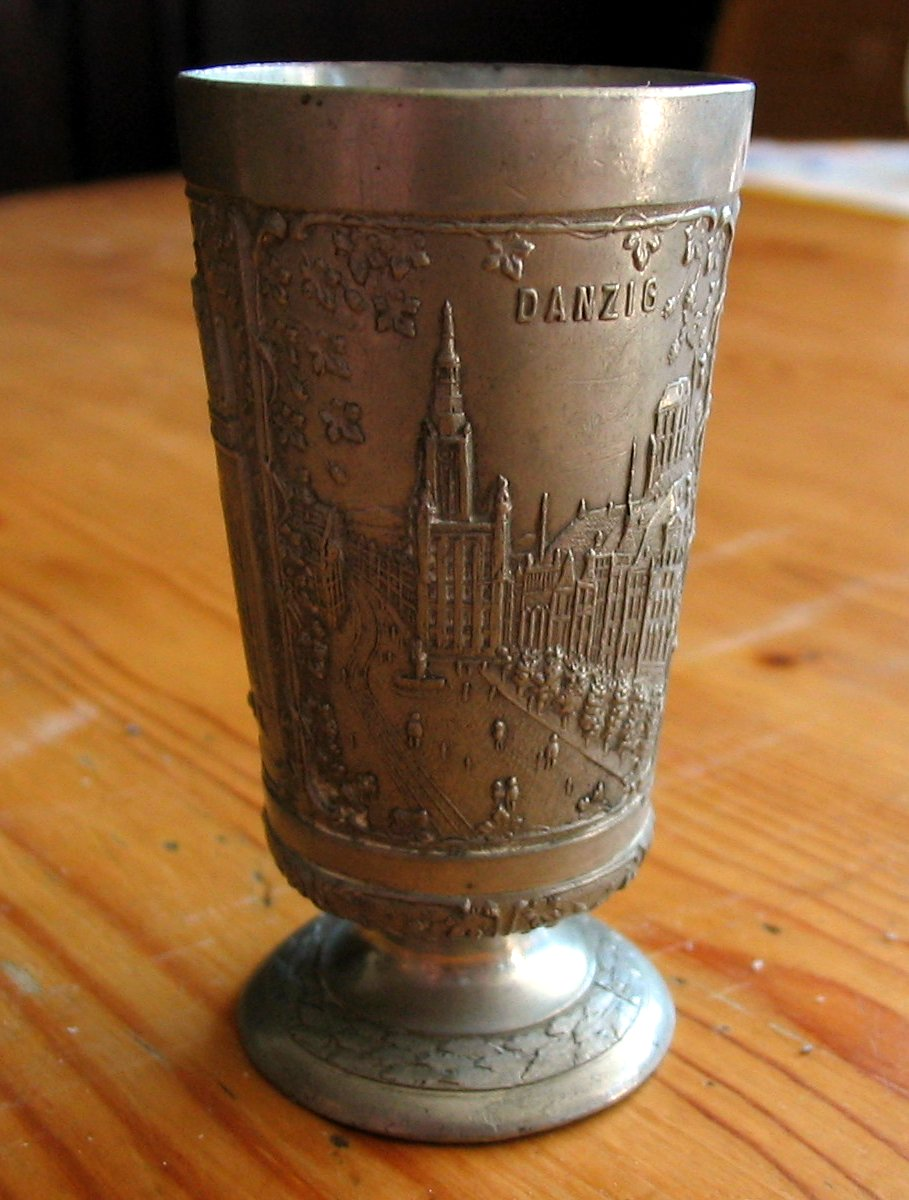
錫引きのカップ
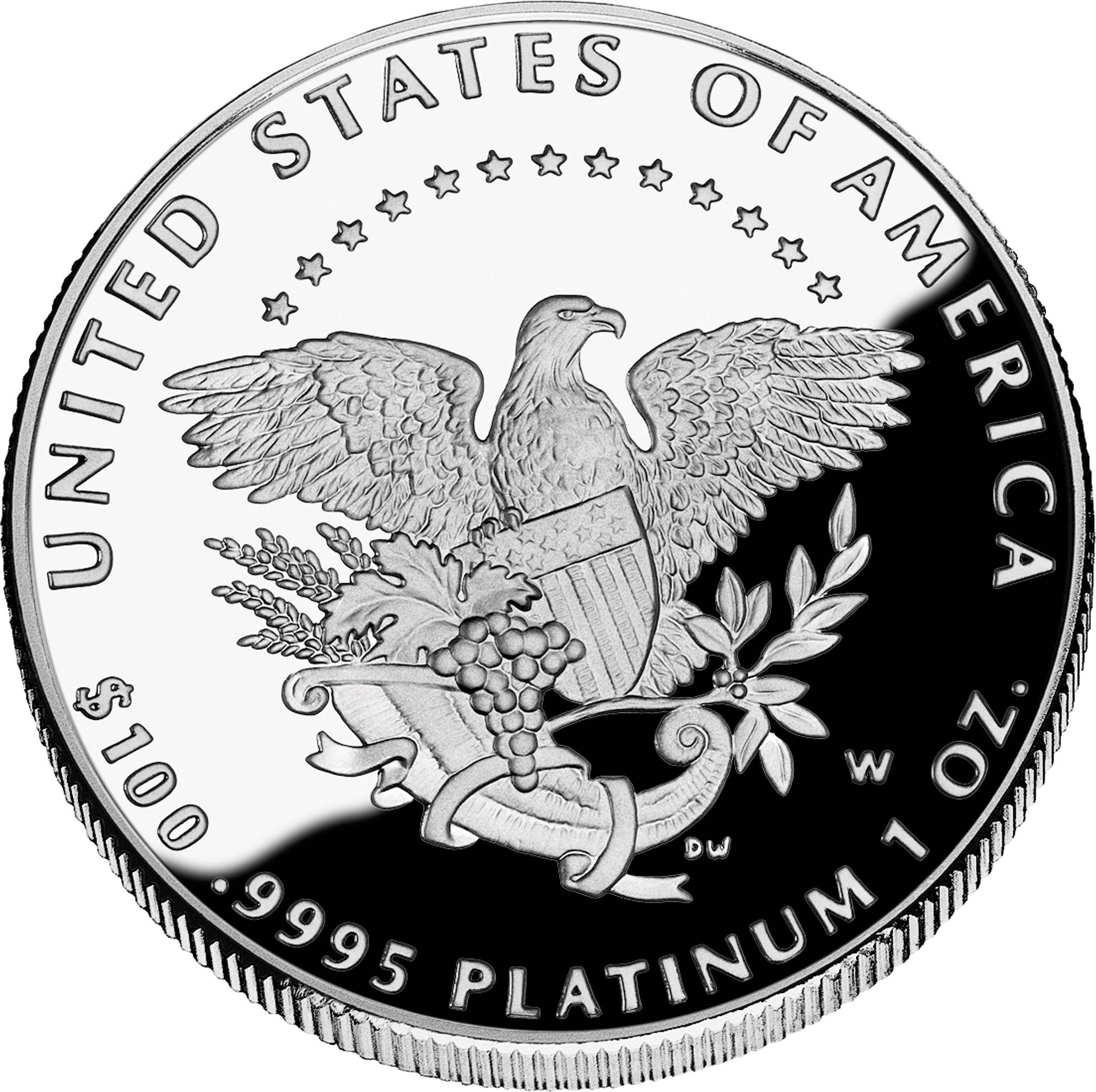
白金のコイン

## 技法

### 鍛金
- 日本刀

### 鍍金
- メッキ